# Cyathea angiensis
Cyathea angiensis är en ormbunkeart som först beskrevs av Gepp, och fick sitt nu gällande namn av Karel Domin. Cyathea angiensis ingår i släktet Cyathea och familjen Cyatheaceae. Inga underarter finns listade.